# Ylimmäinen Latvalampi
Ylimmäinen Latvalampi en sjö i Latvalammit som är sjöar i Finland. De ligger i kommunen Suomussalmi i landskapet Kajanaland, i den nordöstra delen av landet, 600 km norr om huvudstaden Helsingfors. Ylimmäinen Latvalampi ligger 228 meter över havet. Arean är 19,9 hektar och strandlinjen är 2,96 kilometer lång. Sjön  ingår i Uleälvens huvudavrinningsområde.   Den sträcker sig 1,3 kilometer i nord-sydlig riktning, och 0,5 kilometer i öst-västlig riktning.